# Kiss the Girl
Kiss the Girl (укр. Поцілуй дівчину) — пісня з мультфільму Русалонька компанії Disney в стилі каліпсо, яку склав Алан Менкен на вірші Ховарда Ешмана. У мультику пісню виконав Самуель Е. Райт. Вона була номінована на премію «Оскар» за найкращу пісню одночасно з іншою піснею з мультика «Under the Sea», яка в кінцевому підсумку виграла нагороду.

## Кавер-версії «Kiss the Girl»
Little Texas
Кантрі група Little Texas записали версію на альбомі 1996 року The Best of Country Sing the Best of Disney. Це виконання досягло піку #52 в чарті Hot Country Songs.
Пітер Андре
Коли Русалонька знову вийшла в фільмах, британський артист Пітер Андре виконав ремікс на пісню 1998, де вона потрапила на 9 рядок в UK Singles Chart.
Ешлі Тісдейл
У 2006 році, коли Русалонька знову вийшла на DVD 2-дисковим випуском Платинової колекції Disney, інше виконання пісні записала Ешлі Тісдейл. Пісня вперше потрапила в ефір на Radio Disney 4 вересня 2006 року, а кліп вийшов у світ 6 вересня 2006 року на Disney Channel, відразу після епізоду серіалу Все тіп-топ, або Життя Зака і Коді. Вона також ввійшла до Disneymania 5.
У кліпі показана дівчина на шкільному балу. Коли вона відривається зі своїми подружками, то помічає хлопця, який не відводить очей від неї. Друг хлопця підмовляє поспілкуватися з Тісдейл, але кожен раз, коли він наближається, вона кудись іде. Відео закінчується тим, що Тісдейл просить його потанцювати, а потім вона цілує його в щоку. Tooth Tunes включив пісню в один з їхніх продуктів.

## Чарти
На першому тижні квітня 2007 року, версія Тісдейл «Kiss the Girl» дебютувала в Billboard в Bubbling Under Hot 100 Singles на #16 (що еквівалентно #116). Через тиждень пісня дебютувала в Billboard Hot 100 на #81.
| Чарт (2007)                               | Найвища позиція |
| ----------------------------------------- | --------------- |
| Американський Billboard Hot 100           | 81              |
| Американський Billboard Pop 100           | 74              |
| Американський Billboard Hot Digital Songs | 68              |
| UK Singles Chart                          | 86              |

### Disneymania
- Версія пісні гурту No Secrets[en] була на оригіналі Disneymania[en], вийшла 17 вересня 2002.
- Версія Vitamin C була на Disneymania 3[en], вийшла 15 лютого 2005.
- Версія Ешлі Тісдейл була включена в Disneymania 5[en], вийшла 27 березня 2007.
- Колбі Кайллат переспівала цю пісню для Disneymania 6[en].

### Kiss the Girl… Продовження
Комедійний вебсайт CollegeHumor випустив пародію на пісню, назвавши її Kiss the Girl… Продовження. І відео, і пісня-пародія на оригінальний сценарій з мультика, де пара на шлюпці (імовірно людські версії Аріель і принца Еріка) не тільки успішно цілуються, але і також зайнялися сексом. В одній зі сцен після «непристойної пропозиції» від Еріка Аріель роздратована, і розкривається незручна ситуація. Крім людських ролей, у кліпі є декорації лагуни, схожою з оригіналом з широким набором ляльок, аналогічних різних створінь, такими як очевидна пародія на краба Себастьяна.